# تياغو فيريرا (لاعب كرة قدم)
تياغو فيريرا (بالبرتغالية: Tiago Emanuel Ferreira‏) هو لاعب كرة قدم برتغالي في مركز الدفاع، ولد في 10 يوليو 1993 في بورتو في البرتغال. شارك مع منتخب البرتغال تحت 16 سنة لكرة القدم ومنتخب البرتغال تحت 17 سنة لكرة القدم ومنتخب البرتغال تحت 18 سنة لكرة القدم ومنتخب البرتغال تحت 19 سنة لكرة القدم ومنتخب البرتغال تحت 20 سنة لكرة القدم ومنتخب البرتغال تحت 21 سنة لكرة القدم. أما مع النوادي، فقد لعب مع زولته فاريجيم ونادي أونياو دا ماديرا ونادي يونيفيرسيتاتيا كرايوفا.

## وصلات خارجية
- تياغو فيريرا (لاعب كرة قدم) على موقع الاتحاد الدولي (مؤرشف)  (الإنجليزية)
- تياغو فيريرا (لاعب كرة قدم) على موقع الاتحاد الأوربي (الإنجليزية)
- تياغو فيريرا (لاعب كرة قدم) على موقع قاعدة بيانات كرة القدم.إي يو (الإنجليزية)
- تياغو فيريرا (لاعب كرة قدم) على موقع Soccerway.com (الإنجليزية)
- تياغو فيريرا (لاعب كرة قدم) على موقع AS.com (الإسبانية)